# Josef Toms
Josef Toms (26 gennaio 1922 – 6 aprile 2016) è stato un cestista cecoslovacco.

## Carriera
Con la Cecoslovacchia ha vinto il titolo europeo ai FIBA EuroBasket 1946 e l'argento ai FIBA EuroBasket 1947. Ha inoltre disputato le Olimpiadi 1948, chiuse all'8º posto. In carriera ha giocato nello Žižkov di Praga.